# Mongyang
Mongyang är en kommun i Myanmar.   Den ligger i regionen Shanstaten, i den östra delen av landet, 400 km nordost om huvudstaden Naypyidaw. Antalet invånare är 55 164.